# Anomis discursa
Anomis discursa là một loài bướm đêm trong họ Erebidae.